# C22H26O8
化学式C22H26O8（摩尔质量418.442 g/mol）可能指：
- 石花酸，CAS号：607-11-4
- 丁香脂素，CAS号：21453-69-0

|  | 这个同类索引页列出了具有相同分子式的化学物（即同分異構體）条目。 除非您是有意链接至本页，否则应将相应条目的内部链接指向正确的条目。 |